# ویمپل آر-۲۷

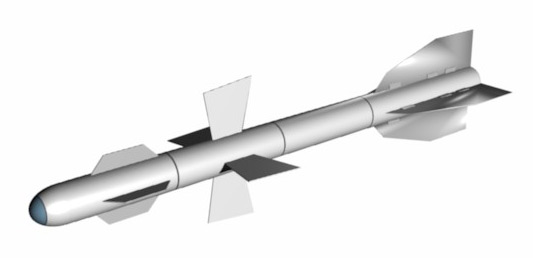
R-27 T

موشک ویمپل آر-۲۷ (به انگلیسی: Vympel R27، نامگذاری ناتو: AA-10 آلامو)، یک موشک هدایت راداری نیمه فعال با برد متوسط هوا به هوای ساخت شوروی در پاسخ به موشک اسپارو امریکا بود. همچنان این موشک در روسیه و چین ساخته می‌شود و همچنان در نیروهای هوایی دیگر کشورها بکار گرفته می‌شود

## انواع
1. آر-۲۷تی (R-27T)، با هدایت
2. آر-۲۷آر (R-27R)، با هدایت نیمه‌فعال و بیشینه برد ۸۰ کیلومتر راداری.

این موشک روی هواپیمای میکویان گورویچ میگ-۲۹ و سوخو سو-۲۷ و همچنین برخی مدل‌های جدید میکویان گورویچ میگ-۲۳ به‌کار می‌رود.
- آر(R-27R AA-10 Alamo-A): با هدایت نیمه‌فعال راداری و برد بیشینه ۸۰ کیلومتر
- تی (R-27T AA-10 Alamo-B): با هدایت مادون قرمز و برد ۴۵ کیلومتر
- ئی‌آر (R-27ER AA-10 Alamo-C): با هدایت نیمه‌فعال راداری و برد افزایش یافته ۱۳۰ کیلومتری
- ئی‌تی (R-27ET AA-10 Alamo-D): با هدایت مادون قرمز و برد افزایش یافته ۱۲۰ کیلومتری
- ای‌ئی (R-27AE AA-10 Alamo-E): مدل دارای هدایت فعال راداری
- ای‌ام (R-27EM): مدل دریایی با سیستم ارتقاءیافته که اهداف در حال پرواز در سطح دریا را شناسایی می‌کند.
- پی (R-27P): با سیستم منفعل ضد راداری